# 奈良女子高等学校
奈良女子高等学校（ならじょし こうとうがっこう）は、奈良県奈良市三条宮前町にある、学校法人白藤学園が経営する私立高等学校。男女別学（女子校）。旧・白藤高等学校。国立大学法人奈良女子大学とは無関係。
普通科のなかに3つのコースを設置しており、そのうちの総合進学コースにおいては2年次にさらに3つに細分化される。平成26年4月からは通信制課程を開設。西日本・奈良県では初の女子のみを対象とした通信制高校である。
全日制課程の制服は森英恵がデザインしている。

## 沿革
（年号はグレゴリオ暦による）
- 1893年 - 天理市に正気書院開設
- 1928年 - 現在地に移転
- 1930年 - 財団法人「正気書院」設立
- 1950年 - 校名を奈良白藤高等学校に改称
- 1951年 - 学校法人「白藤学園」に改組
- 1997年 - 校名を奈良女子高等学校に改称
- 2003年 - 創立110周年
- 2012年 - 4月 7コース制開始（センター受験、文化みらい、エレメンタリーミュージック、スポーツサイエンス、パティシエール、イラストデザイン、保育）
- 2012年 - 10月 創立120周年記念式典
- 2014年 - 4月 通信制課程設置

## 設置学科
- 普通科
  - 【全日制課程】
  - センター受験コース
  - 文化みらいコース
  - エレメンタリーミュージックコース
  - パティシエールコース

週に1回製菓実習を行っているコース。お菓子をデザインする力や食への興味を身につける。
こちらのコースもプロが指導している。
夏にはホテルでインターンシップが行われる。
  - スポーツサイエンスコース
  - イラストデザインコース

PhotoshopやIllustratorを使ったパソコンの授業が多いコース。
プロが指導しており、本格的な技術を身につけることができる。
夏には印刷工場にてインターンシップが行われる。
  - 保育コース
  - 【通信制課程】

## 部活動
スポーツに力を入れており、特にソフトボール部・卓球部は選抜大会、インターハイへの出場回数は県下でも有数である。バレーボール部は春の高校バレーに28回、全国高等学校バレーボール選抜優勝大会に15回出場している。インターハイにも出場経験がある。意外な所では高校生カレー甲子園の2014年・第6回大会で優勝している。ソフトボール部・バレーボール部・バスケットボール部・卓球部は強化指定部に指定されている。

## 交通
- 近鉄新大宮駅 徒歩8分
- JR関西線・桜井線奈良駅 徒歩5分

## 主な出身者
- 兵動希（バレーボール選手、久光製薬スプリングス所属）